# Eleni
Eleni es una película coproducida entre Alemania, Francia, Grecia, e Italia, dirigida por Theo Angelopoulos en 2004, y protagonizada por Alexandra Aidini, Nikos Poursanidis, Giorgos Armenis, Vasilis Kolovos.

## Sinopsis
En 1919, debido a la invasión de Odesa por parte del Ejército Rojo, algunos refugiados griegos regresan a Salónica donde levantan un pequeño pueblo junto a un río. Entre ellos se encuentra Eleni, una niña huérfana que es acogida por la familia de Alexis. Ambos crecen juntos y con el paso del tiempo se enamoran pero su vida no va a ser un camino de rosas. Su relación se pondrá a prueba cuando las circunstancias les separen: Alexis no es el marido que han elegido para Eleni. Su padre adoptivo se quiere casar con ella, por lo que los dos jóvenes tienen que huir, recorriendo el país que se convulsiona por la guerra, sintiendo siempre en la espalda el aliento del padre, un hombre maduro y despechado, que les sigue allá donde van, intentando recuperar a la que iba a ser su esposa.

## Comentarios
Eleni es una película planteada por su director como la primera parte de una trilogía.  El realizador griego Theo Angelopoulos piensa en este filme como una suma poética del siglo XX, un amor que desafía al tiempo que establece una mirada visionaria y que permite un vínculo con la actualidad. Todo ello con la figura de una mujer que pasa de adolescente a madre como elemento central de la película. Alexandra Aidini interpreta a Eleni, la protagonista, la Elena del mito que reivindica el amor absoluto, y Nikos Poursanidis es Alexis.

## Premios
- Fipresci Mejor película del año Premios de la Academia del Cine Europeo 2004.